# クレア湖 (アルバータ州)

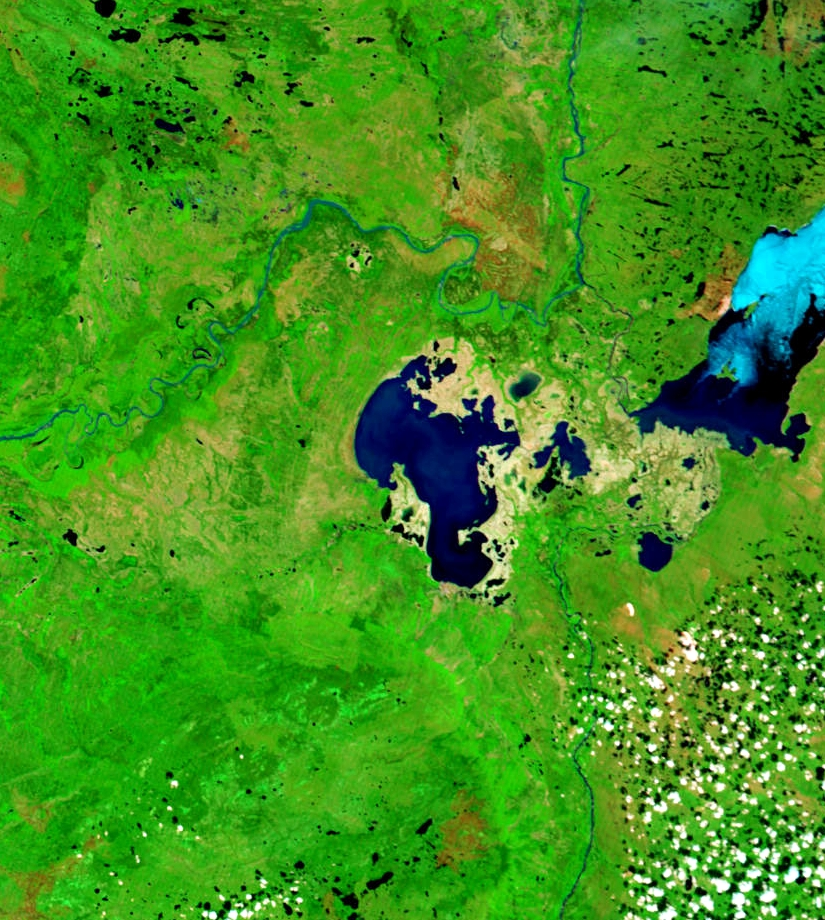
中央にあるのがクレア湖。右端に見えるのはアサバスカ湖。

クレア湖（クレアこ）はカナダのアルバータ州にある湖。
アサバスカ湖の西、ウッド・バッファロー国立公園内にあり、ピース川とアサバスカ川・アサバカス湖などからなるピース・アサバスカ・デルタの一部である。
面積1,436 km2、島が21 km2で、標高は213mである。全体が州内にある湖では最大。
流入河川にはバーチ川、マカイヴァー川があり、隣接してバリア湖、ママウィ湖がある。クレア湖からはピース川へ流出し、最終的にマッケンジー川河口から北極海へ注ぐ。
ピース・アサバスカ・デルタ一帯は1982年にラムサール条約に登録された。